# 木下夕爾
木下 夕爾（きのした ゆうじ、1914年（大正3年）10月27日 - 1965年（昭和40年）8月4日）は、日本の詩人、俳人。本名・優二。

## 人物・来歴
広島県福山市御幸町に生まれる。広島県立府中中学（現・広島県立府中高等学校）を卒業後、1933年にいったんは第一早稲田高等学院文科（仏文科）に入学するが、養父の結核発病に伴い家業を継ぐために転学した。1938年に名古屋薬学専門学校（現・名古屋市立大学）を卒業し、広島県福山市の実家で薬局を営む。以後、終生郷里を離れなかった。この間堀口大学に傾倒し影響を受けており、13歳のときには堀口の詩誌「若草」で特選を取っている。1940年、第一詩集『田舎の食卓』を刊行、第6回文芸汎論賞を受賞。1949年に詩誌「木靴」を創刊・主宰。以後の詩集に『生まれた家』（1940年）『笛を吹くひと』（1958年）など。日本詩人クラブ、日本現代詩人会に所属。
戦中、疎開してきていた同郷の作家井伏鱒二らと親交を持った。夕爾の十周年忌の1975年の追悼公演で、井伏は夕爾からの最期の手紙を読み上げるも途中で絶句し、涙ながらに公演を切り上げた。
また1944年より安住敦の俳誌「多麻」に投句、1946年より久保田万太郎の俳誌「春燈」に参加。万太郎に激賞され「春燈」主要同人となる。1956年句集『南風妙』、1959年『遠雷』を刊行。1961年、広島春燈会を結成、また句誌「春雷」を創刊・主宰する。句風は『遠雷』までの、心象風景を強い叙情性をもって描いた時期と、『遠雷』以降の、情を適度に交えつつ写生の方法を生かした時期とに大きく分けることができる。総じて瀟洒で線の細い句であり、師である万太郎にならい、平易な言葉による柔らかな表現を目指した。代表句として「家々や菜の花いろの灯をともし」（『遠雷』所収）がよく知られている。
1965年横行結腸癌により福山市御幸町の自宅で死去、50歳。戒名は淳誠院釈夕爾法圓居士。没後に刊行された『定本木下夕爾詩集』は第18回読売文学賞を受賞した。
早稲田大学名誉教授で仏文学者の村上菊一郎は親戚にあたる。

## 著作

尾道市にある小野十三郎『車窓で』・木下夕爾『春の鐘』詩碑

### 図書
- 『田舎の食卓』詩文学研究会、1939年10月。全国書誌番号:46045685。
- 『生れた家』詩文学研究会、1940年9月。 NCID BB22505908。全国書誌番号:44017979。
- 『昔の歌』ちまた書房〈新選詩人叢書 第4輯〉、1946年7月。
- 『晩夏』浮城書房、1949年6月。
- 『児童詩集』木靴発行所、1955年11月。
- 『南風抄』風流豆本の会、1956年11月。
- 『笛を吹くひと』的場書房、1958年1月。 NCID BA74323495。全国書誌番号:58007449。
- 『遠雷』春灯社〈春灯叢書 第7輯〉、1959年7月。 NCID BA54405928。全国書誌番号:60009774。
- 『定本木下夕爾詩集』（限定特装版）牧羊社、1966年1月。 NCID BA37809239。全国書誌番号:68002736。
  - 『定本木下夕爾詩集』牧羊社、1972年5月。 NCID BN06980246。全国書誌番号:75019339。
- 『定本木下夕爾句集』牧羊社、1972年5月。 NCID BN06980155。全国書誌番号:75019340。
- 成瀬桜桃子編 編『菜の花集』ふらんす堂〈ふらんす堂文庫〉、1994年7月。ISBN 9784894020825。 NCID BA61864084。全国書誌番号:95017650。
- 『木下夕爾』花神社〈花神コレクション「俳句」〉、1995年10月。ISBN 9784760290406。 NCID BA35593886。全国書誌番号:96033124。
- 『ひばりのす』光書房、1998年6月。ISBN 9784938951221。 NCID BA37800992。全国書誌番号:99023937。
- ふくやま文学館編 編『在郷の詩人 木下夕爾』ふくやま文学館、2002年10月。 NCID BA87108815。全国書誌番号:22106769。
- ふくやま文学館編 編『児童詩集』中山一郎挿画、ふくやま文学館、2002年10月。 NCID BB11272761。全国書誌番号:22092183。
- ふくやま文学館編 編『青艸を藉く』ふくやま文学館〈ふくやま文学館所蔵資料シリーズ『福山の文学』第8集〉、2007年3月。 NCID BB08466872。全国書誌番号:22108127。
- ふくやま文学館編 編『木下夕爾への招待 乾草いろの歳月 生誕100年』ふくやま文学館、2014年9月。 NCID BB17476855。全国書誌番号:22480124。
- ふくやま文学館編 編『新編木下夕爾詩集』ふくやま文学館〈ふくやま文学館所蔵資料シリーズ『福山の文学』第16集〉、2014年12月。 NCID BB18289900。全国書誌番号:22514151。

### 校歌
- 府中市立府中学園　(作曲：古関裕而)
- 府中市立第一中学校（作曲：高田信一）
- 福山市立引野小学校（作曲：秋吉宗鎮）
- 福山市立南小学校
- 福山市立御幸小学校（作曲：小倉朗）
- 福山市立鳳中学校（作曲：小倉朗）
- 福山市立加茂中学校（作曲：高田信一）
- 福山市立幸千中学校（作曲：小倉朗）
- 福山市立鷹取中学校（作曲：中田喜直）
- 福山市立女子短期大学（作曲：古関裕而）
- 尾道市立重井小学校（作曲：林輝夫）
- 尾道市立久保中学校（作曲：小倉朗）
- 尾道市立栗原中学校（作曲：高田信一）
- 尾道市立長江中学校（作曲：岡本敏明）
- 尾道市立百島中学校（作曲：岡本敏明）
- 広島県立松永高等学校（作曲：岡田忠彦）
- 私立広島県緑ヶ丘女子商業高等学校（現在の如水館高等学校）（作曲：升田徳一）
- 福山市立道上小学校（作曲：藤家光嗣・ジャズクラリネット奏者藤家虹二の本名）
- 福山市立駅家中学校（作曲：作間毅）